# フリーダ・カーロ美術館

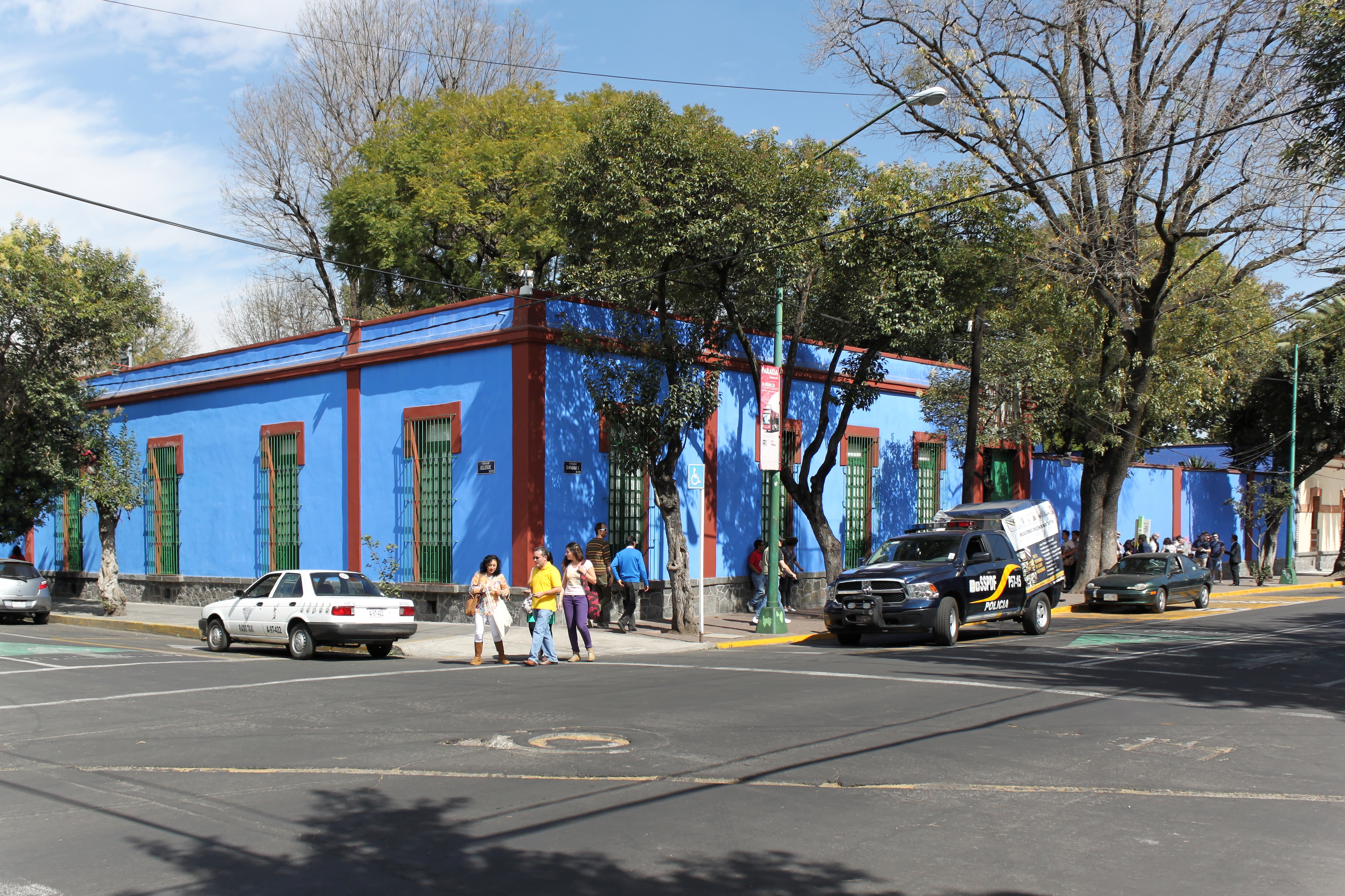
フリーダ・カーロ美術館

フリーダ・カーロ美術館（フリーダ・カーロびじゅつかん）は、メキシコの芸術家フリーダ・カーロの生涯と作品を展示する美術館。美術館となっている建物は元々はフリーダが生まれてから亡くなるまで多くの時間を過ごした家で、歴史的建造物でもある。フリーダの死後に夫ディエゴ・リベラによって家と家財道具がメキシコ政府に寄贈され、フリーダ死去からおよそ4年を経た1958年7月12日に美術館が開館した。所在地はメキシコシティのコヨアカン。外壁のコバルトブルーに因んで青い家もしくは青い館とも呼ばれる。
当館はフリーダ晩年である1950年代の姿が維持されており、館内にはフリーダとディエゴなどの作品のほか夫婦の写真や由緒のある品々、夫婦によって蒐集されたメキシコの民芸品やスペイン征服以前の工芸品などが展示されている。

## 青い家とフリーダ

### 地区と青い家の概要
当館の所在地はメキシコシティ・コヨアカンのコロニア・デル・カルメン地区のロンドレス通りとアジェンデ通りが交わる場所である。コロニア・デル・カルメン地区は、大地主のハシエンダ・デル・カルメンの所有地であった。19世紀後半のコヨアカンはメキシコシティの一部ではあったもののまだ比較的田舎で、富裕層が田舎の別宅を建てはじめた地域であった。
コロニア・デルカルメン地区は1920年代から知的で前衛的な街として知られるようになり、サルバドール・ノボ、オクタビオ・パス、カンティンフラス、ドロレス・デル・リオなどを輩出した。また現在でも多くの美術館が所在する地区である。
当該地区の多くの住宅と同様に、青い家もスペイン植民地時代の伝統であるパティオ（中庭）をもつ住宅である。建築当初はパティオの三方をコの字形に囲むような配置で建てられていたが、のちに増築されてパティオの四方を囲むようになった。また建築当初はスペイン風の装飾が施されていたが、のちに簡素な外観に改装された。その外壁の色から青い家もしくは青い館と呼ばれる。
建築面積は800平方メートルあり、さらに400平方メートルのパティオを有する。建物は二階建てで多くの寝室のほかアトリエ・キッチン・ダイニングなどからなる。

### 沿革
1904年にこの土地を購入し青い家を建てたのは、フリーダの父で写真家のウィルヘルム・カーロである。そしてフリーダは1907年にこの家で生まれた。
フリーダは18歳のときに交通事故に遭い、そのために約2年のあいだベッドで寝たままの生活を余儀なくされた。この時に暇つぶしとして絵を描き始めた。のちにディエゴと知り合ったフリーダは、自分の絵を見てもらうためにディエゴを自宅に招いた。やがて青い家はメキシカニスモを推進する芸術家が集まる場所となった。1929年にフリーダはディエゴと結婚し、青い家を出てレフォルマ通りのアパートで暮らし始めるが、ディエゴは結婚の見返りとしてウィルヘルムが抱えていた借金を返済し、青い家を抵当から買い戻している。1930年代のフリーダはディエゴの仕事に付き添って海外などで暮らしていたが、青い家にも頻繁に訪れていた。1936年にフリーダが描いた『祖父母、父母、私』でも青い家が描かれている。
フリーダとディエゴの手引きによってレフ・トロツキーがメキシコに亡命したのは1937年である。亡命したトロツキーと妻ナタリア・セドヴァは青い家に匿われた。そこでもトロツキーは政治記事などを発行したため、周辺の治安は悪化するなどした。トロツキーはディエゴとの関係が悪化する1939年4月まで青い家に滞在した。
フリーダとディエゴは1939年11月に離婚するが、1940年12月に再び結婚する。ディエゴはサン・アンヘルに居を構えていたが、1941年には青い家に移り住んだ。この頃にディエゴはパティオの四方を完全に囲むように青い家を増築し、あらたにフリーダの寝室とアトリエとしている。この増築部分は地元で採れる火山岩で作られている。住居の新旧を分けるように、パティオには石壁が設けられて二つに分けられた。この石壁には階段ピラミッドなどが作られている。さらに1946年にはファン・オゴールマンによって、外観がフレンチスタイルから現在の簡素なものに改装されている。これ以降、青い家にはメキシコ国内外の著名人が招かれている。
1943年からフリーダはラ・エスメラルダ美術学校の講師を務めるが、体調不良のためほとんどの授業は青い家で行われた。そして1945年頃からフリーダは寝たきりになってしまう。フリーダは1954年7月13日に青い家の寝室で亡くなった。

## 美術館

### 展示

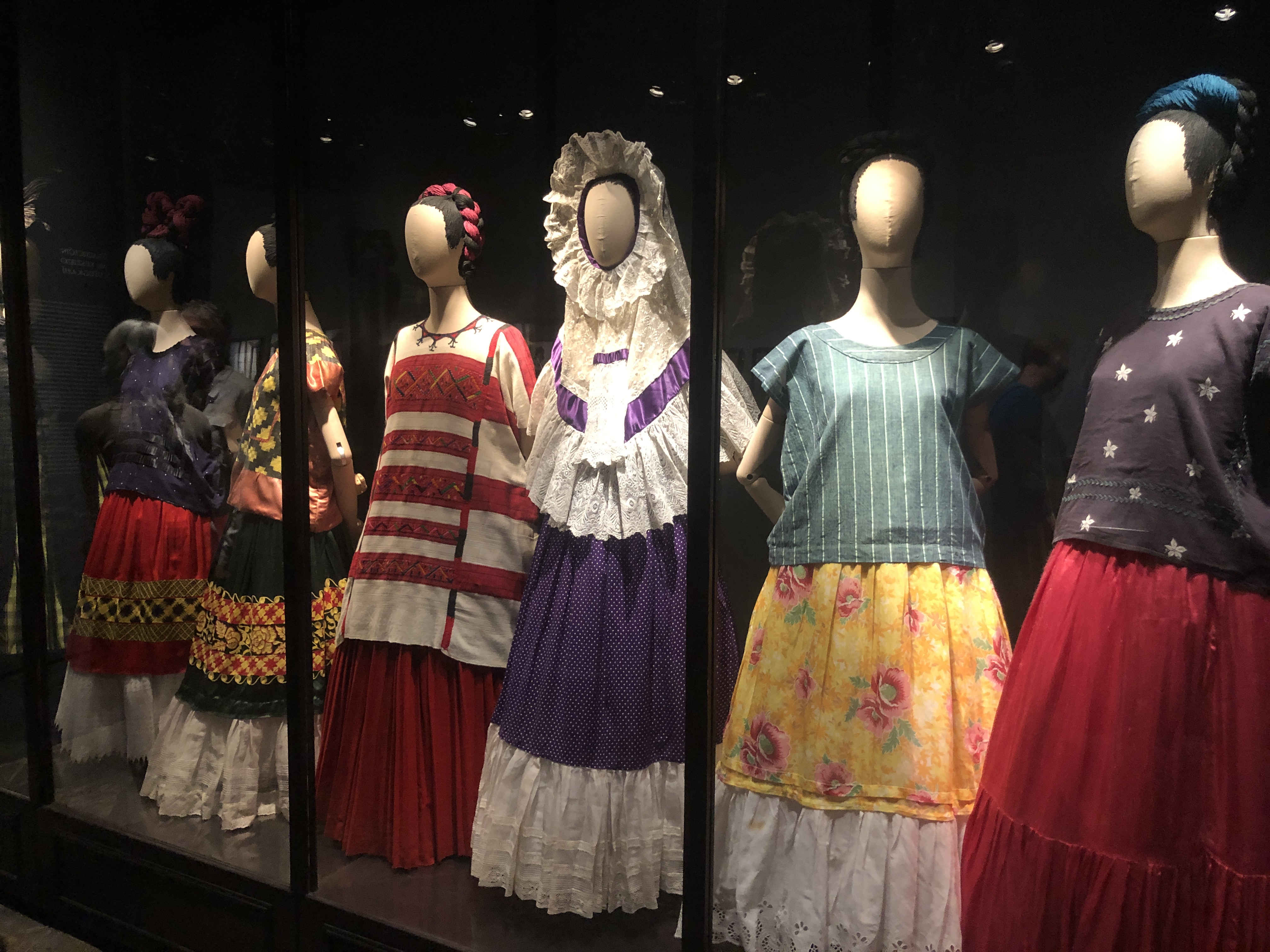
フリーダの衣装

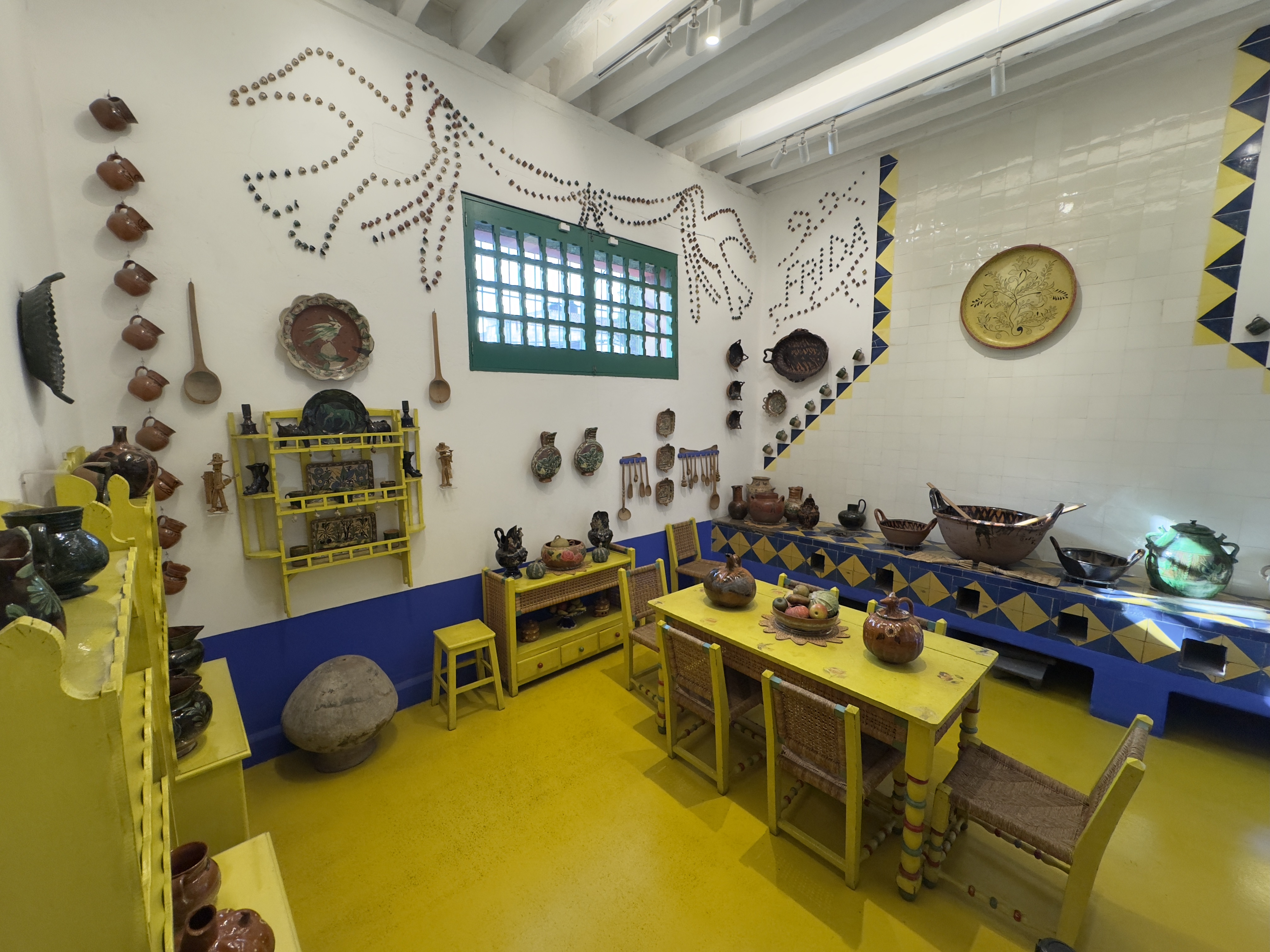
ダイニング

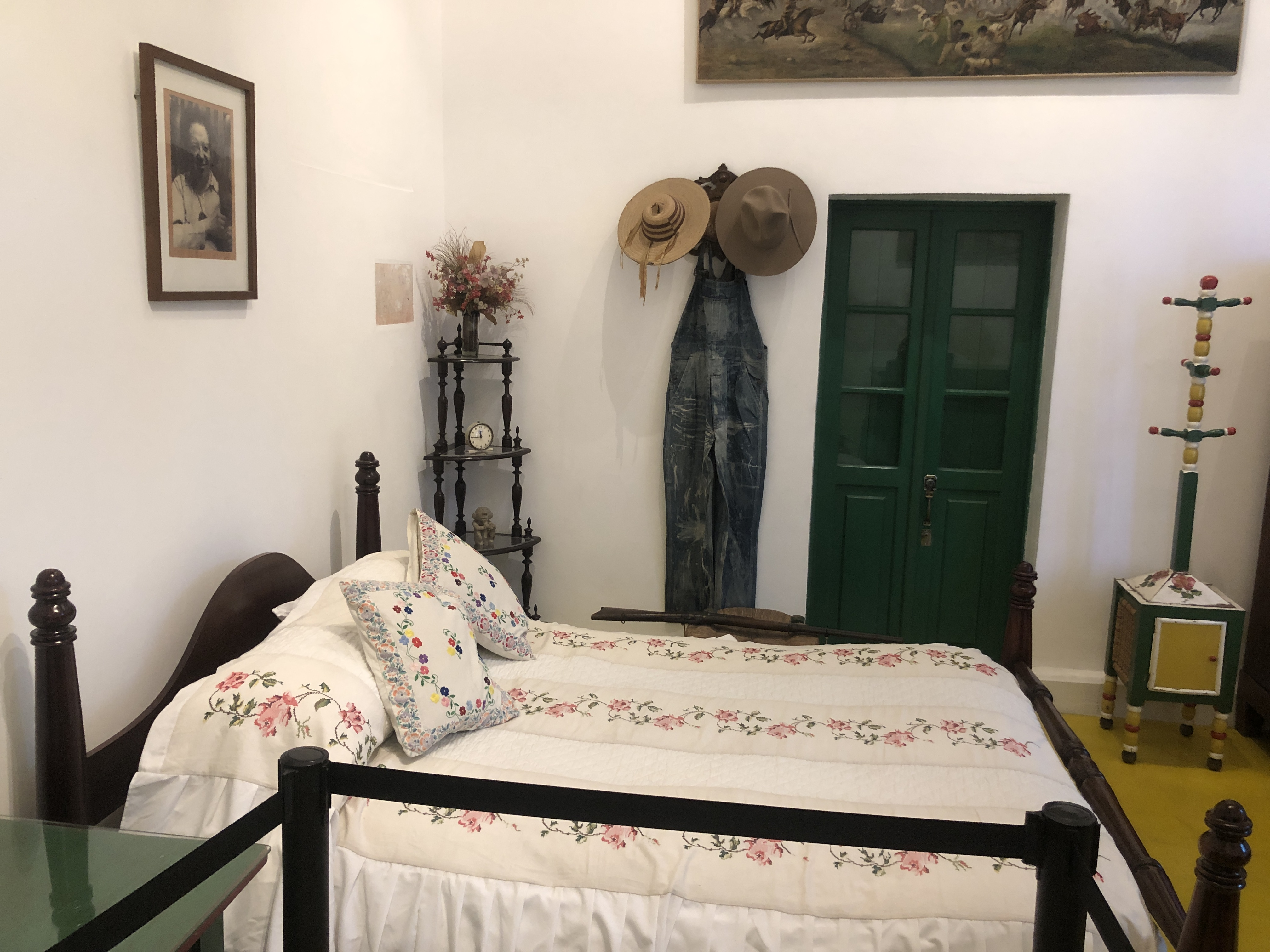
ディエゴの寝室

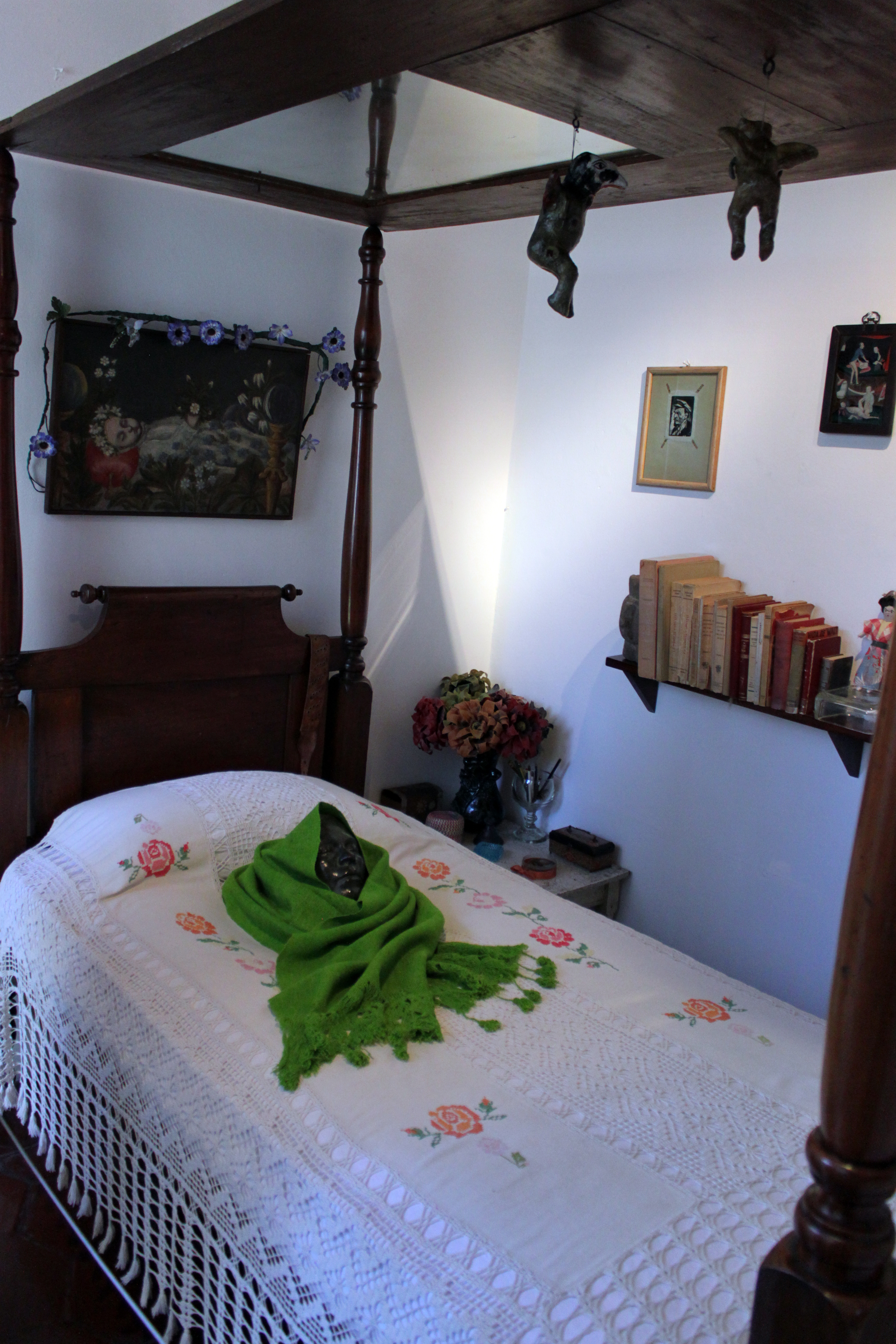
フリーダのベッドとデスマスク

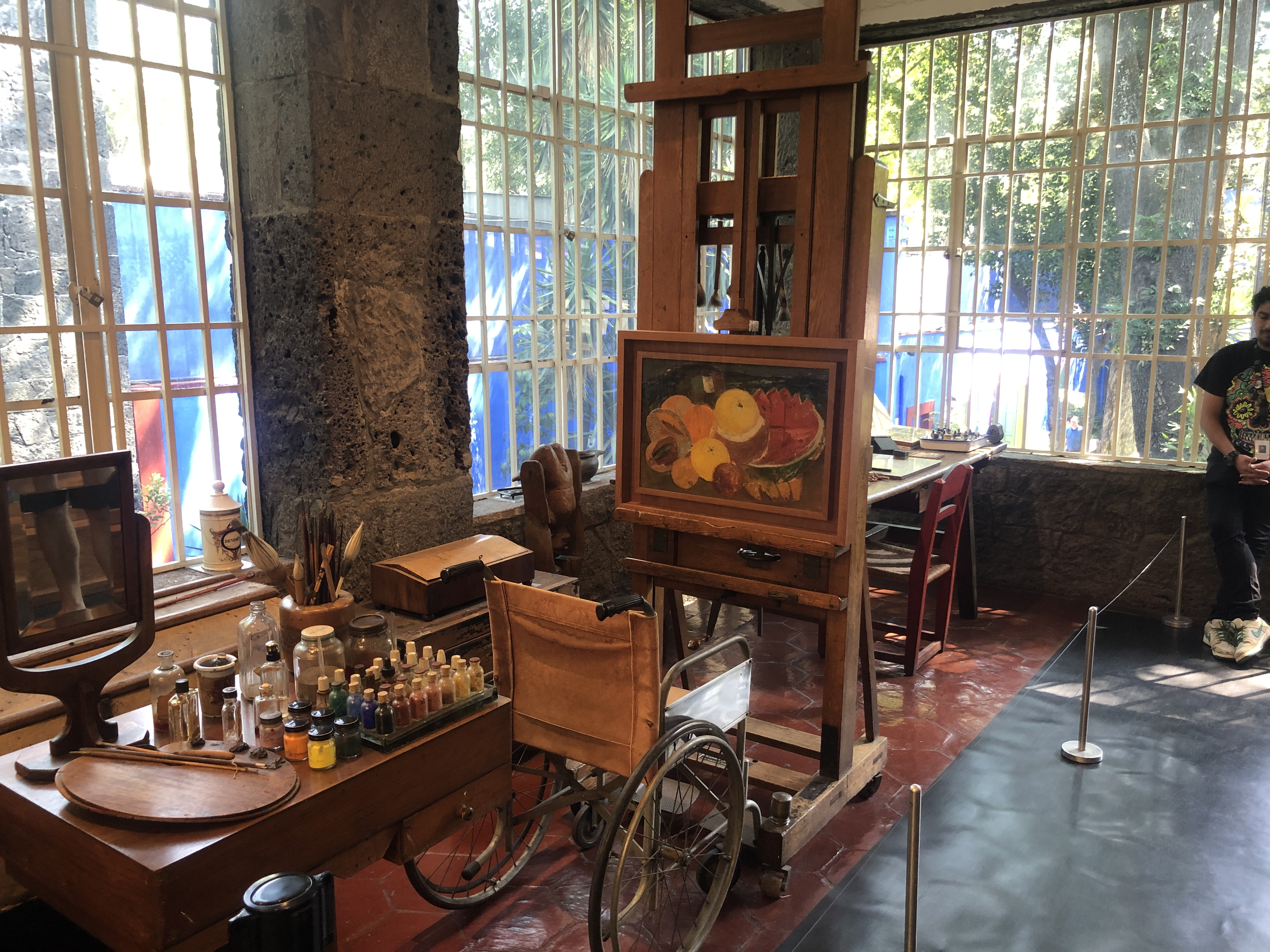
アトリエ

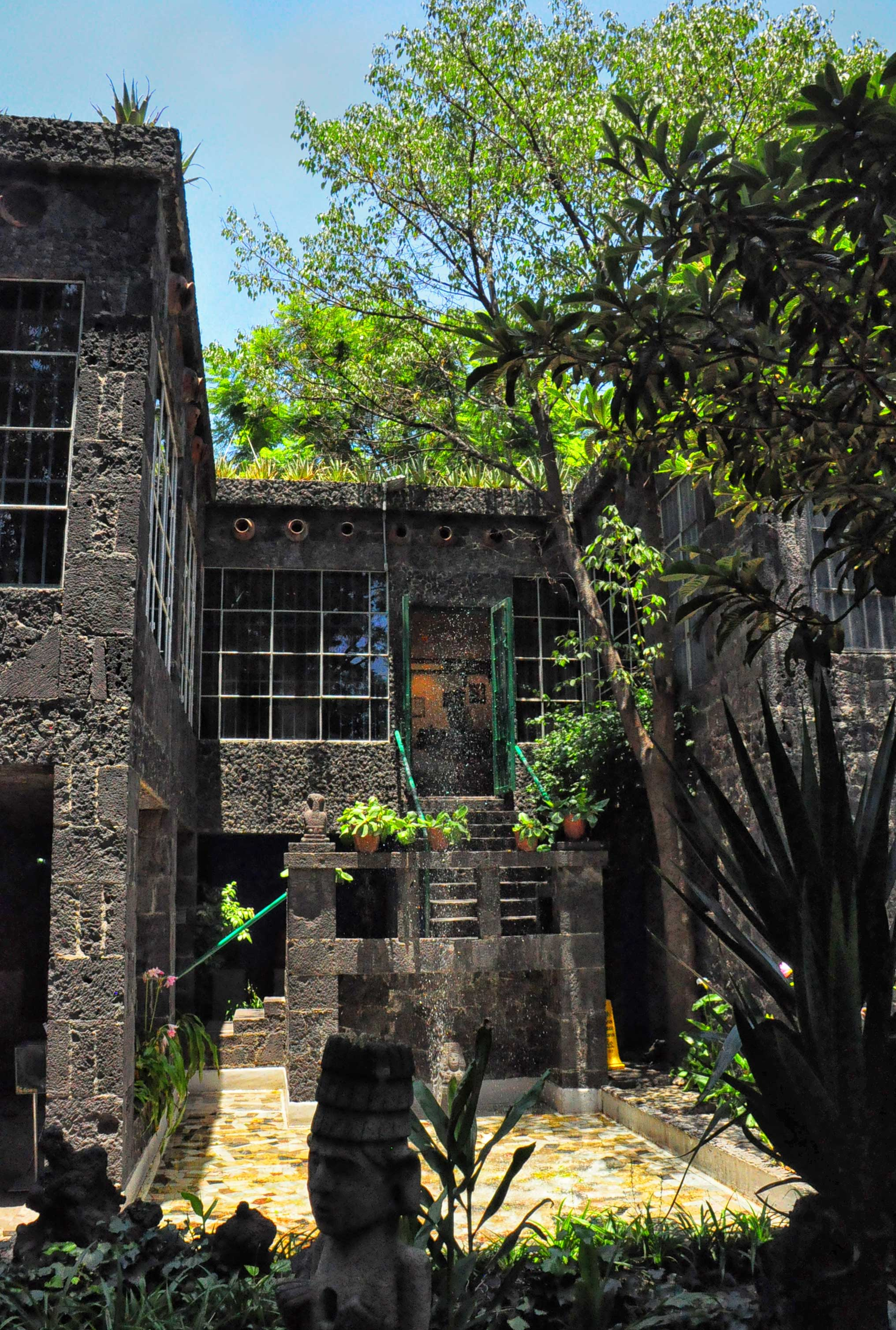
パティオ

美術館は入館料と寄付によって運営されている。また当館の入場券で、ディエゴが設立したアナワカリ美術館にも入場することが出来る。
館内はフリーダが住んでいた当時のままにメキシコの民芸品が飾られており、20世紀初頭の自由奔放な生活をした芸術家の生活様式を現在に伝えている。館内で展示されているのはフリーダが蒐集した伝統的な美術品・工芸品・日用品のほか、身に着けていた服飾品や写真・絵葉書・手紙などの個人的なものに加え、ホセ・マリア・ベラスコ・ゴメス・オブレゴン、パウル・クレー、ディエゴ・リベラなどの作品などである。コレクションの多くは保護のためにケースに入れられて展示されている。また館内にはショップとカフェが併設されている。
美術館は10の展示室から成る。1階の元々はフォーマルなリビングであった展示室には、『破綻』（1947年）、『父の肖像』（1952年）、『マルクス主義は病を癒す』（1954年）などフリーダの小ぶりな作品と、中央には水彩画の『フリーダの日記』が展示されている。この部屋はフリーダとディエゴがメキシコ内外の著名人をもてなした場所で、セルゲイ・エイゼンシュテイン、ネルソン・ロックフェラー、ジョージ・ガーシュウィン、ミゲル・コバルビアス、ドロレス・デル・リオが訪れている。
第2の展示室はフリーダが使っていた日用品・手紙・写真・メモで埋め尽くされ、壁にはヒスパニック以前の民族衣装、とくにフリーダのトレードマークであるテワナが展示されている。第3の展示室は『カルメン・ポルテス・ジルの肖像』（1921年）、『死者の日の供物』（1943年）などディエゴの作品が展示されている。
第4の展示室にはパウル・クレー、ホセ・マリア・ベラスコ・ゴメス・オブレゴンなどの現代絵画や彫刻が展示されている。第5の展示室には2体の大きなユダ人形（イースター祭の前日に爆竹などで燃やされる伝統的な張り子の人形）やトラティルコ・テオティワカン文化の像が展示されている。
第6、第7の展示室はダイニングとキッチンである。内装は黄色いタイル床、黄と青のカウンター、黄色い長テーブルなどメキシコの古典的な様式を留めている。ディエゴの連れ子であったルースは、フリーダが多くの時間を過ごしたのがダイニングであったと回顧している。この2部屋にはメテペック、オアハカ、トラケパケ、グアナフアトなど手工芸でしられる地域で作られた調理器具や食器が展示されている。
ダイニングの横にある第8の展示室はディエゴの寝室で、彼の帽子や上着がラックに吊るされたままになっている。ディエゴの寝室の隣には2階への階段と吹き抜けスペースとなっており、ここにも多くの民芸品・奉納絵・植民地時代の作品などが展示されている。
2階では、フリーダの寝室とアトリエが当時の家具のままで公開されている。ベッドにはフリーダのデスマスクが置かれている。ベッドの天蓋にはフリーダが寝たままで自画像を描けるように取り付けられた鏡がそのまま残されている。また寝室にはフリーダの遺灰を入れた壺が安置されている。ベッドの頭先には無くなった子供の絵が飾られ、足元にはヨシフ・スターリン、ウラジーミル・レーニン、カール・マルクス、フリードリヒ・エンゲルス、毛沢東のモンタージュ写真が飾られている。アトリエにはネルソン・ロックフェラーから贈られたといわれるイーゼルに未完成のスターリン肖像が嵌められ、その前にはフリーダが使用していた車椅子が置かれている。フリーダにとってスターリンはナチスに勝利した英雄であった。
美術館の見学ルートは最終的にパティオに至る。パティオは階段ピラミッド、噴水、リフレクティング・プールなどで2つに仕切られている。これらはディエゴが移り住んだ1940年代に造られたものである。パティオからみた建物の外壁は貝殻や鏡で装飾されている。パティオの一角には「フリーダとディエゴはこの家に住んでいた。1929-1954」と記されている。

### 沿革
フリーダの死後、ディエゴは青い家と家財道具をメキシコ政府に寄贈した。そして青い家はフリーダの没後およそ4年を経た1958年7月12日にフリーダ・カーロ美術館として一般に公開されるようになった。初代館長はカルロス・ペリセルである。彼は青い家をそのまま保存することを命じられた。
没後のフリーダはあまり注目をされなかったが、1980年代にネオメキシコニスモによって広く知られるようになった。1990年代になるとフリーダはポップカルチャーのイコンとなってカルト的な人気を得るようになった。フリーダ人気の影響を受けて、当館も一旦閉館を挟んで1993年からレストラン・カフェを併設して再オープンをした。現在では当館はメキシコシティでも最も観覧者を集める美術館のひとつである。
2009年から1年を掛けて建物の修復工事が行われた。この費用にはドイツ政府からの6万ユーロの寄付と当館からの100万ペソの寄付があった。この工事では家具・設備・屋根などの修復がおこなわれたほか、収蔵品の修復保存も行われている。対象となったのはフリーダやディエゴの作品を中心に、他の芸術家らの作品やニコラス・ムライらによって撮影された写真などが含まれる。しかしこの修復は全コレクションの35%しかカバーできていない。